# Toyota Harrier
Toyota Harrier — среднеразмерный кроссовер компании Toyota, продаваемый на японском рынке с декабря 1997 года. На экспортных рынках продаётся как Lexus RX с марта 1998 года. В то время бренд Lexus не был представлен на японском рынке.
Второе поколение появилось в Японии в феврале 2003 года совместно с Lexus для экспорта. Однако в конце 2008 года, когда было представлено третье поколение Lexus RX, Harrier остался во втором поколении без изменений. К тому времени Lexus уже был представлен в Японии и третье поколение RX продавалось также как и на экспортных рынках.
В 2013 году было представлено новое поколение Harrier, которое представляет собой отдельную от RX модель, построенную на другой платформе, но в похожей стилистике.

## Harrier на базе Lexus RX

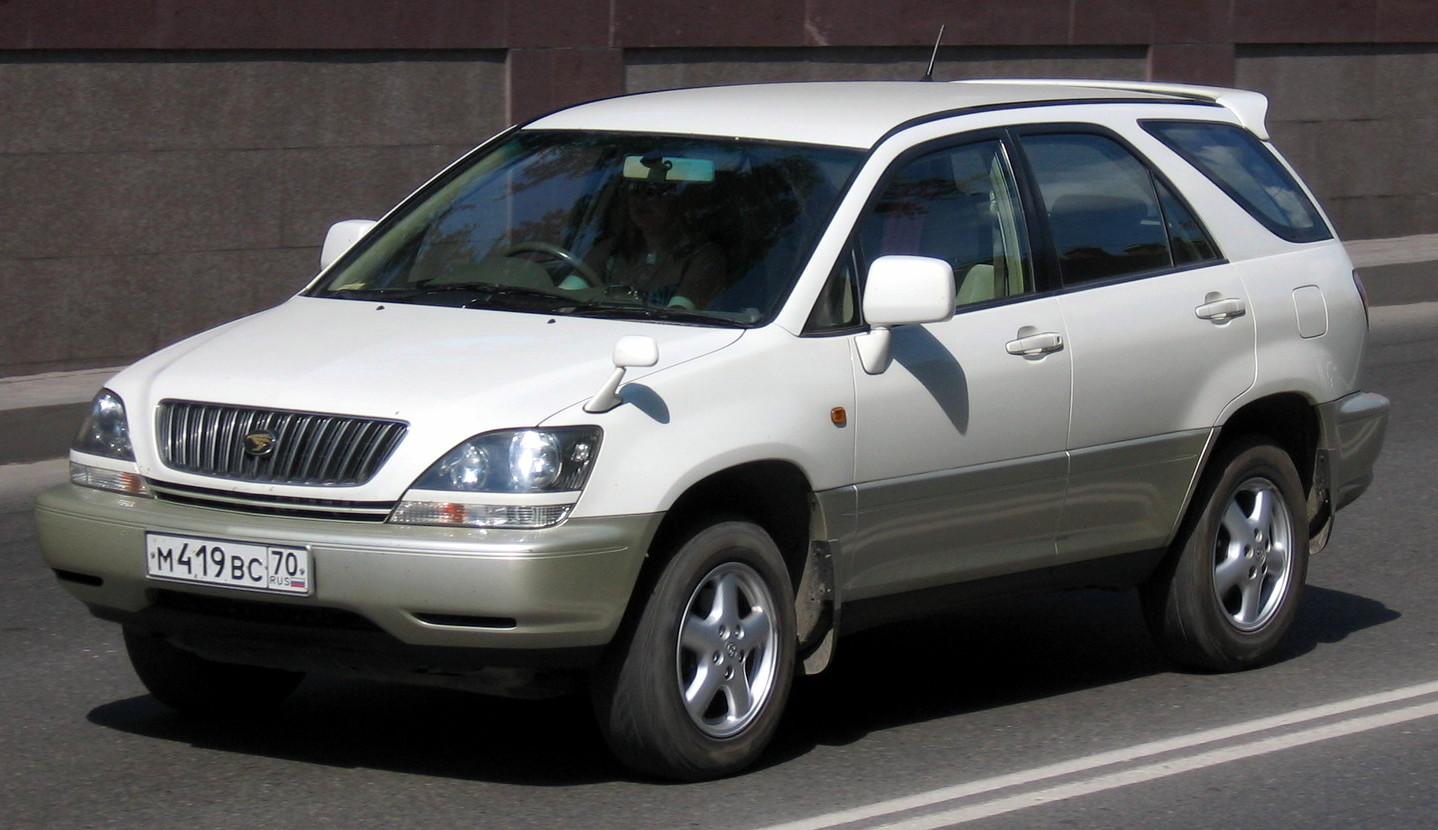
Первое поколение (XU10; 1997-2003)
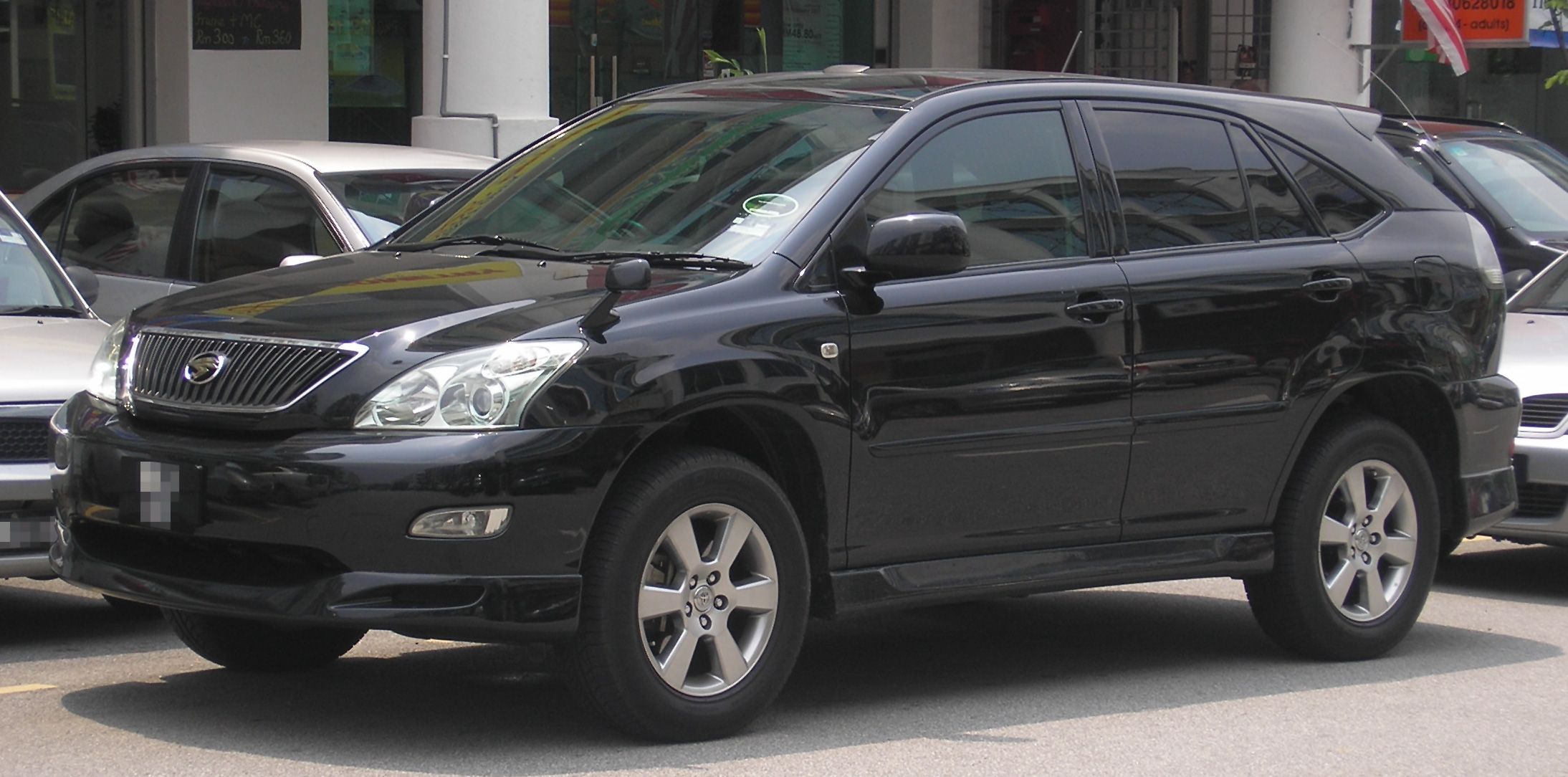
Второе поколение (XU30; 2003-2013)

## Третье поколение
XU60; 2013 - 2020
Бензиновая версия была представлена 2 декабря 2013 года. Премьера гибридной версии состоялась 15 января 2014 года. Кроме серии XU30 новая модель также пришла на смену Toyota Vanguard. В отличие от второго и третьего поколений Lexus RX, которое построены на K платформе, XU60 построен на платформе New MC вместе с четвёртым поколением Toyota RAV4.

Автомобиль предлагается комплектациях Premium, Elegance и Grand в бензиновых и гибридных версиях с передним и полным приводом.

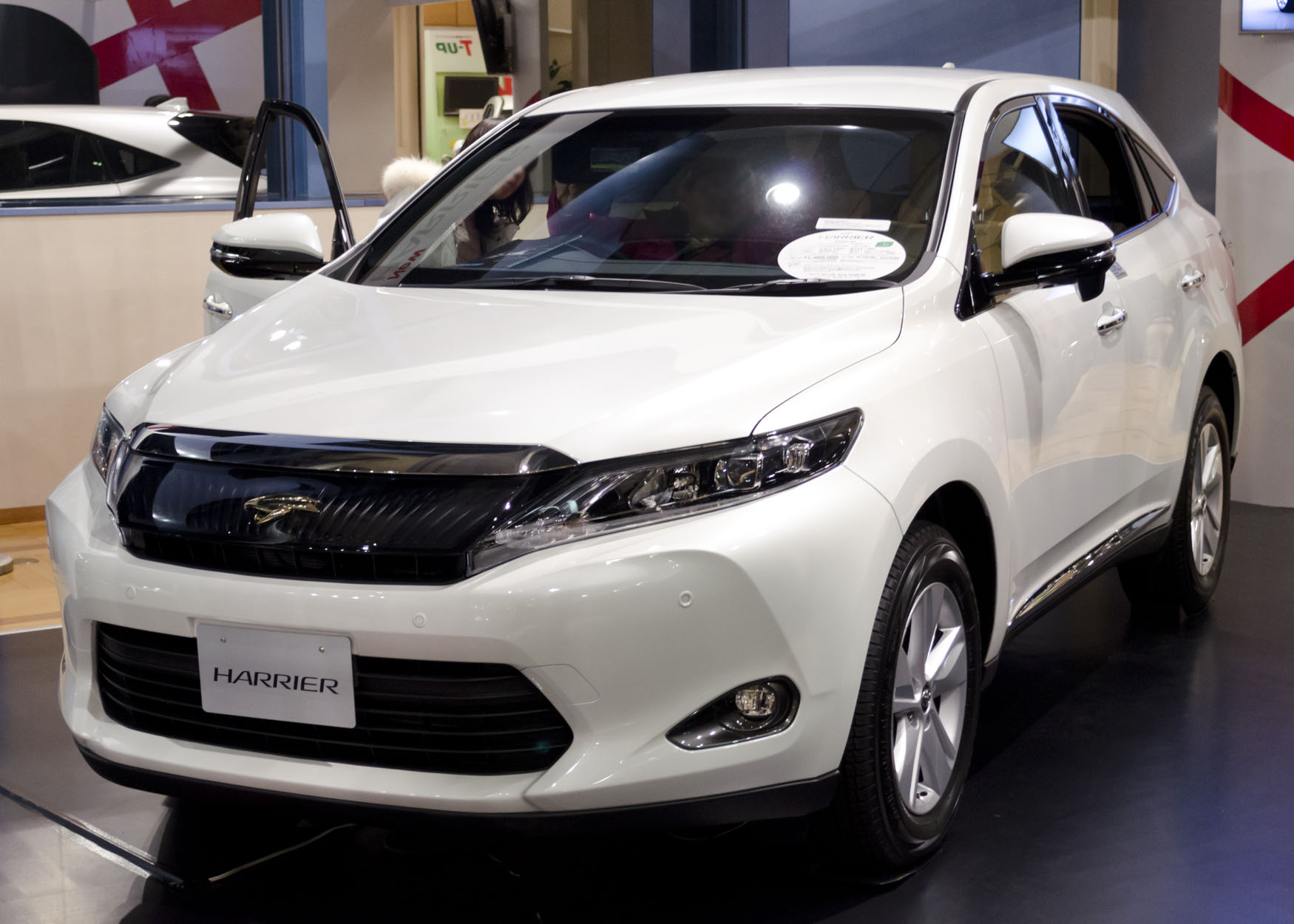
Вид спереди
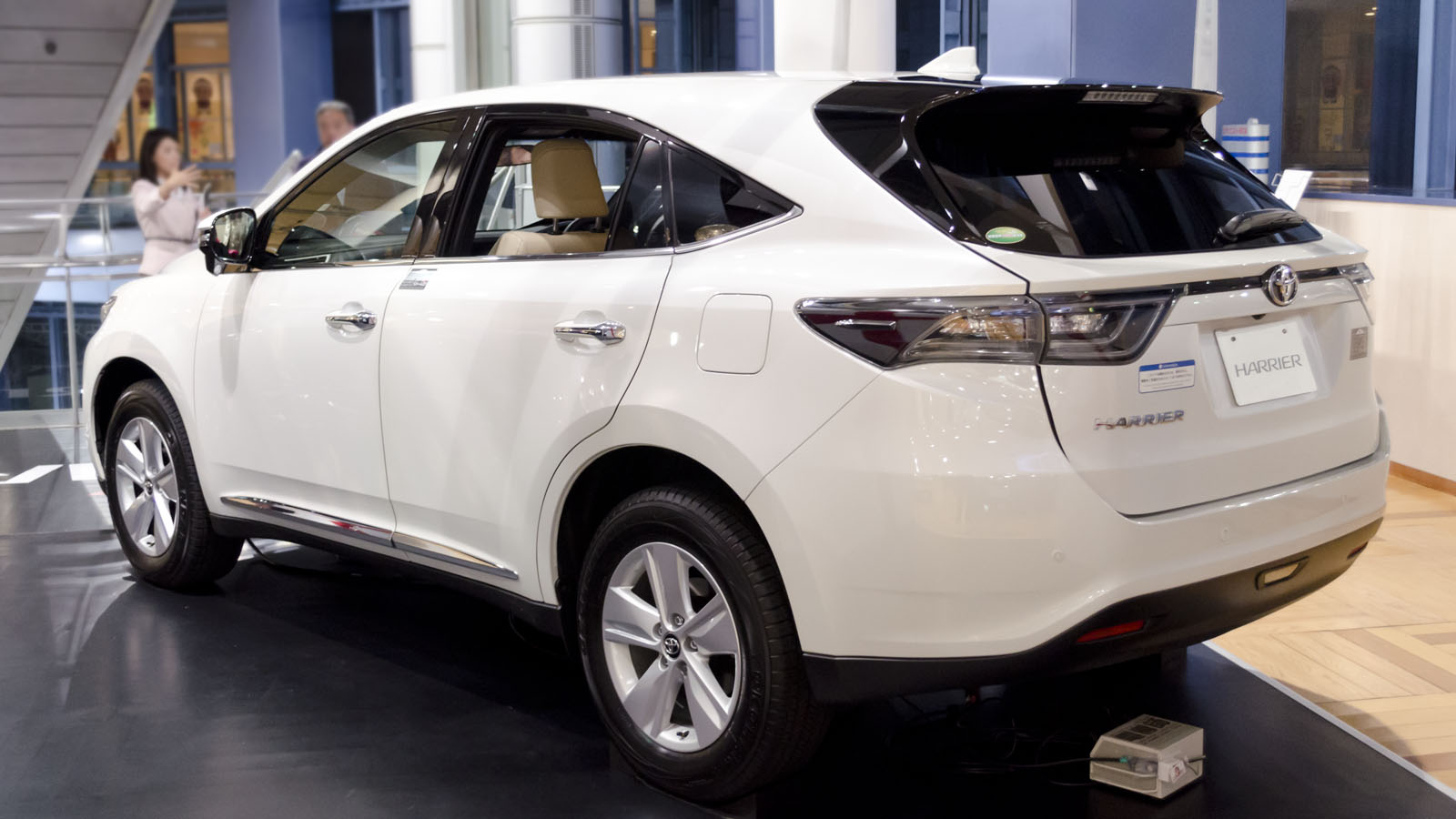
Вид сзади
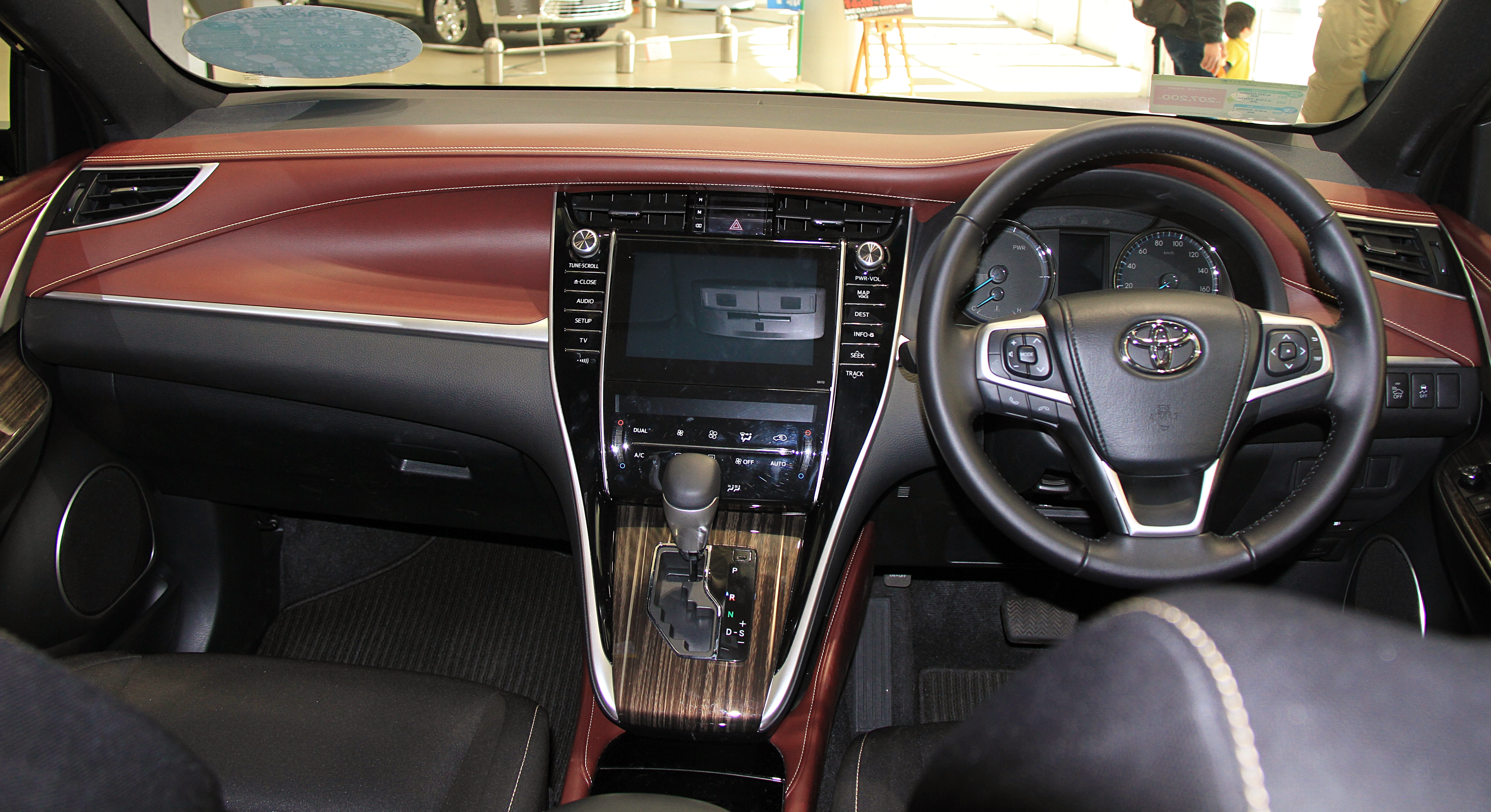
Интерьер

## Четвертое поколение
Серия XU80 Harrier была анонсирована 13 апреля 2020 года и поступила в продажу 17 июня 2020 года.  Она построена на той же платформе GA-K, что и RAV4 XA50. По сравнению с предыдущей моделью ширина и колесная база увеличились на 20 мм и 30 мм, а высота была сокращена на 30 мм. В отличие от предыдущей модели, опция двигателя с турбонаддувом недоступна в этом поколении. Она доступна в комплектациях S, G и Z в Японии. Пакет Leather также доступен в комплектациях G и Z.
В сентябре 2022 года в Японии была выпущена подключаемая гибридная версия в единственном классе Z. Она использует ту же систему, что и RAV4 PHEV.

На других азиатских рынках Harrier четвертого поколения был запущен в Сингапуре 29 января 2021 года.  Он предлагается в комплектации Elegance с обычным бензиновым двигателем, а также в комплектациях Premium и Luxury с гибридным двигателем. Он также был запущен в Малайзии 8 апреля 2021 года, предлагаясь в единственной комплектации Luxury в паре с 2,0-литровым двигателем M20A-FKS и вариатором.  Он также предлагается в Китае под марками Harrier и Venza.  

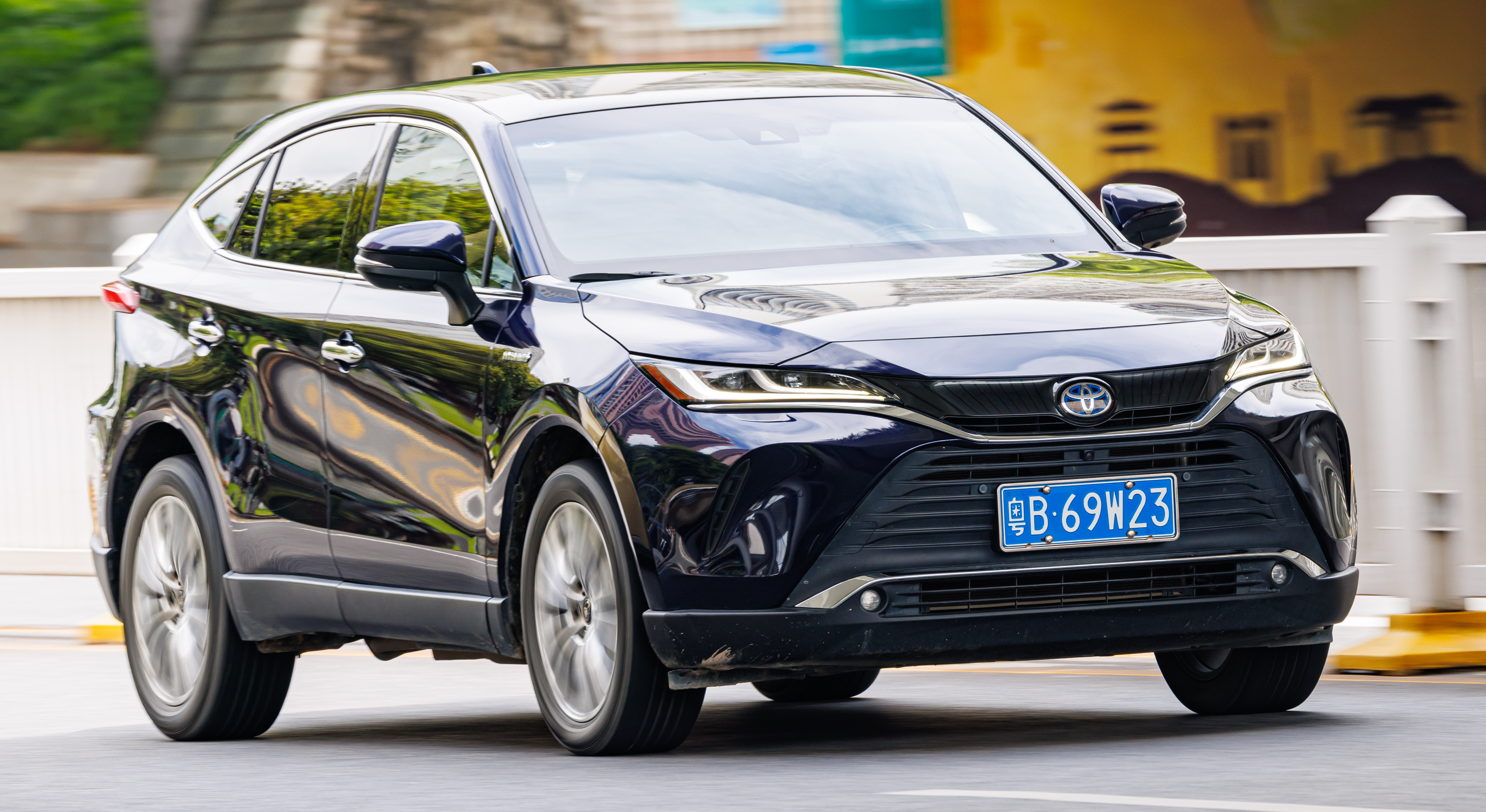
Вид спереди
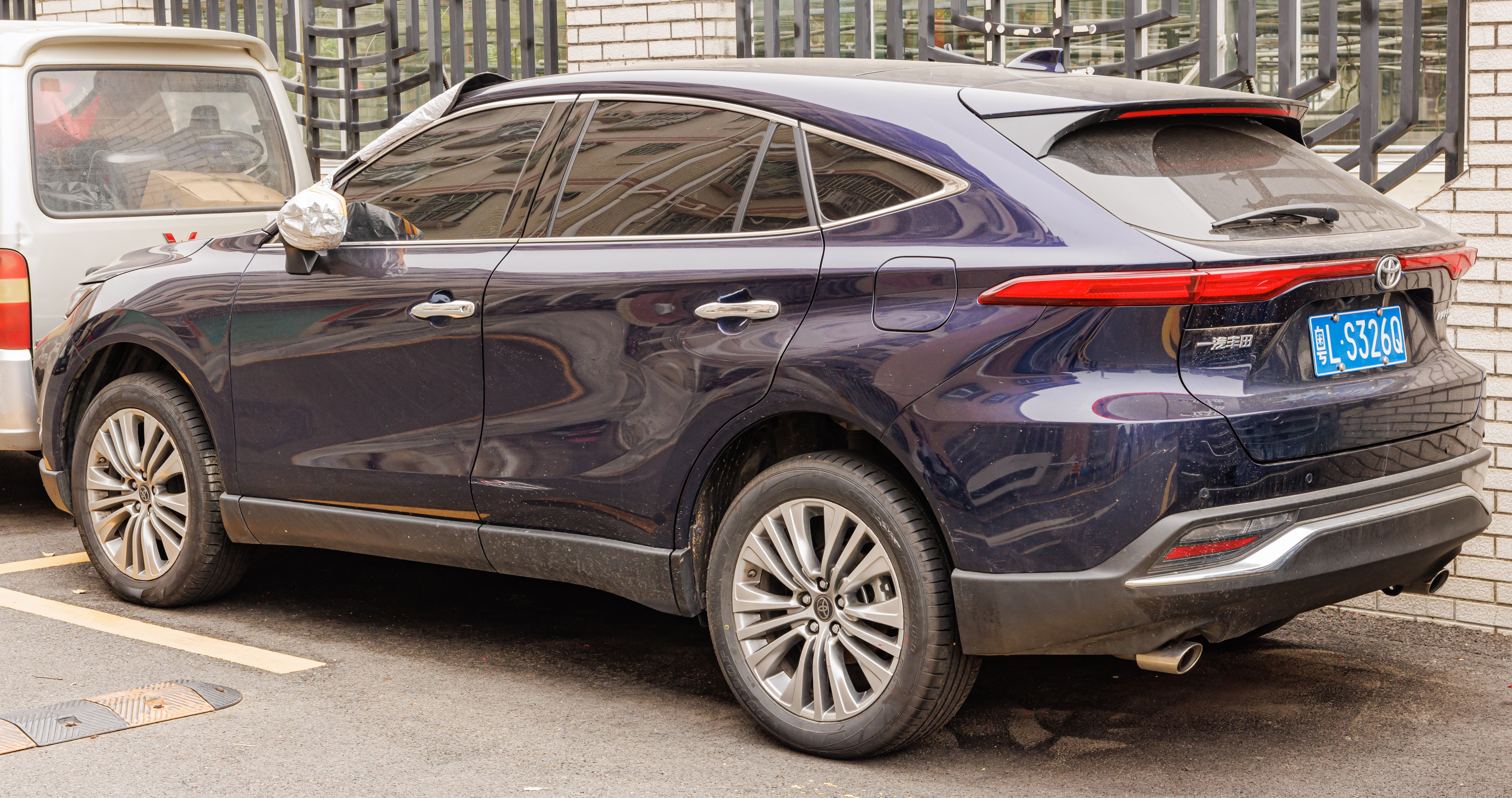
Вид сзади
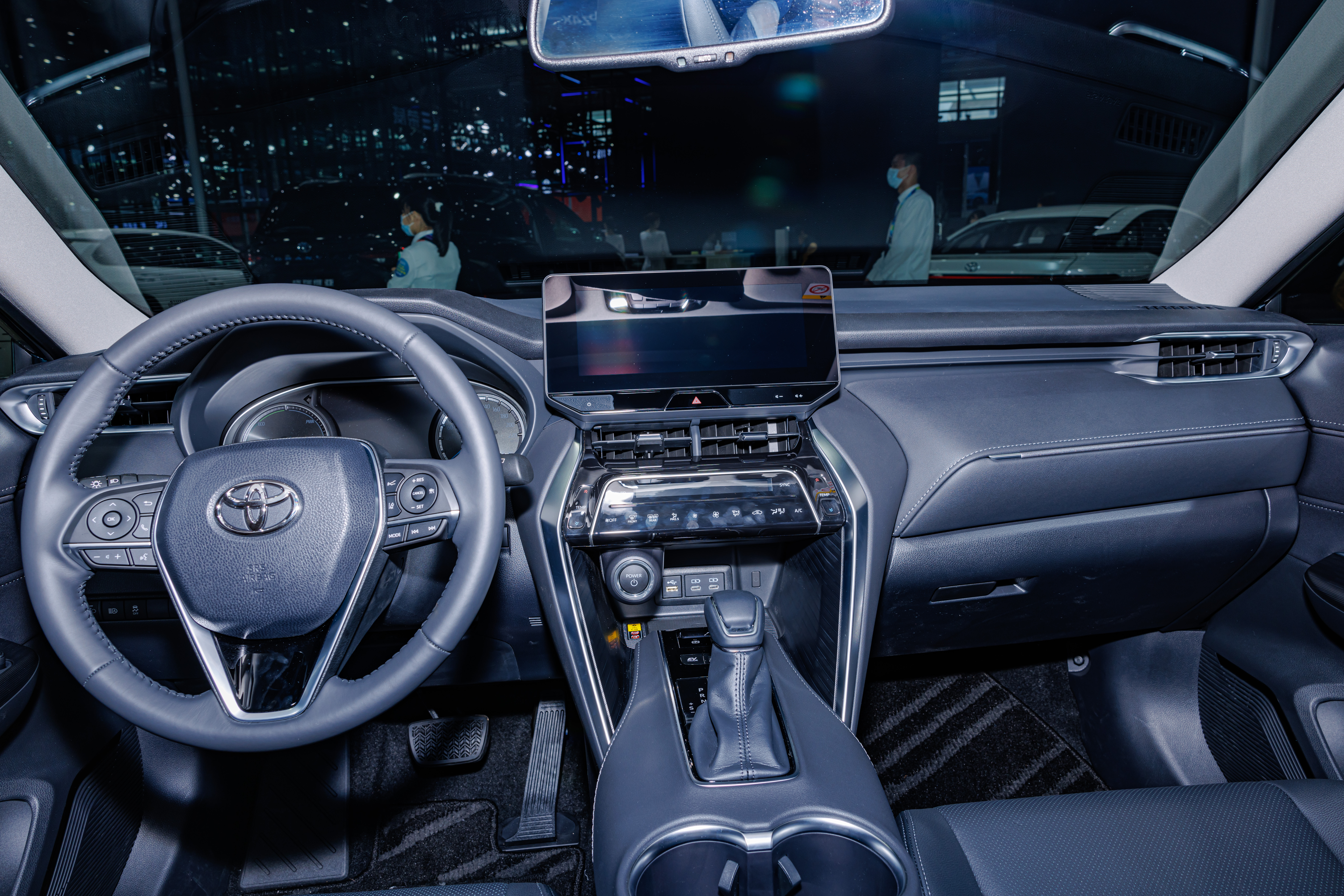
Интерьер
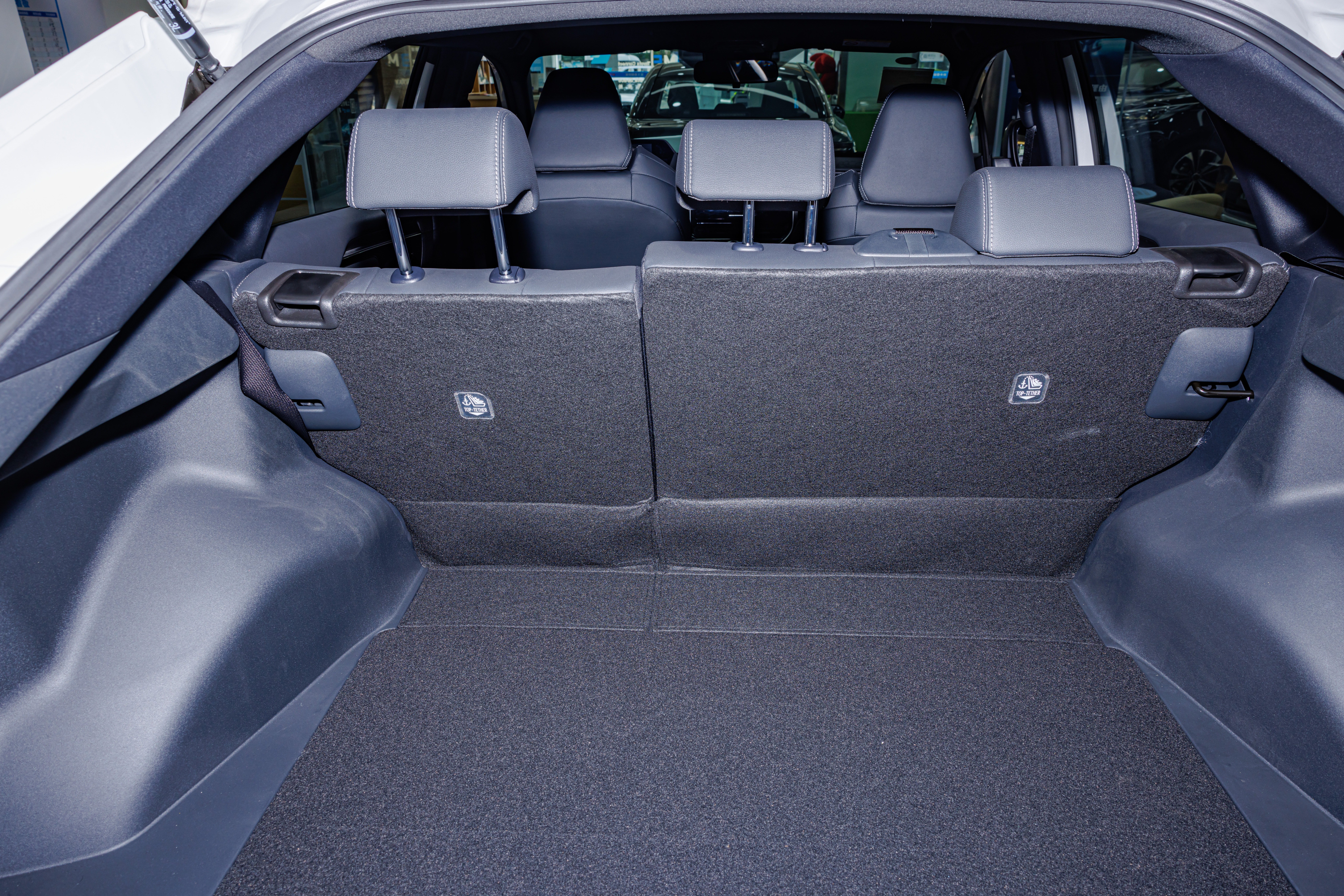
Багажное отделение

### Venza
Harrier был представлен в Северной Америке как Venza второго поколения 18 мая 2020 года.  Venza для этого рынка доступна только с гибридной силовой установкой с полным приводом . Она поступила в продажу в сентябре 2020 года.  В отличие от Harrier, у него нет противотуманных фар, установленных на решетке радиатора, во всех комплектациях. Venza второго поколения для североамериканского рынка производится вместе с Harrier в Японии на заводе в Такаоке, в отличие от модели первого поколения, которая производилась в Соединенных Штатах на заводе Toyota Motor Manufacturing в Кентукки.  Он предлагается в комплектациях LE, XLE и Limited.

Venza также продается в Китае компанией GAC Toyota и производится на заводе в Гуанчжоу . Передняя панель отличается от Harrier, который также продается там компанией FAW Toyota, поскольку производится на заводе в Тяньцзине , что делает Китай единственной страной, предлагающей обе модели — Venza и Harrier. 